# Coleridge (Nebraska)
Coleridge – wieś w Stanach Zjednoczonych, w stanie Nebraska, w hrabstwie Cedar.